# Ankalga, Jevargi
Ankalga là một làng thuộc tehsil Jevargi, huyện Gulbarga, bang Karnataka, Ấn Độ.